# Anoplanomala
Anoplanomala – rodzaj chrząszczy z rodziny poświętnikowatych, podrodziny rutelowatych i plemienia Anomalini.

## Taksonomia
Rodzaj ten wprowadzony został do klasyfikacji w 1917 roku przez Johna Gilberta Arrowa. Gatunkiem typowym wyznaczył Anomala globulosa opisaną przez Davida Sharpa w 1903 roku. Do rodzaju zaliczył dwa gatunki wcześniej umieszczone w rodzaju listnik (Anomala) i tyle samo gatunków należy doń obecnie. Są to:
- Anoplanomala carneola (Sharp, 1903)
- Anoplanomala globulosa (Arrow, 1911)

## Morfologia
Ciało długości od 7 do 13,5 mm i szerokości od 4,5 do 7 mm, raczej krótkie i zwarte w obrysie, wypukłe. Głowa o nadustku prosto zaokrąglonym, żuwaczkach u wierzchołka zaokrąglonych, krótkich szczękach opatrzonych ostrymi ząbkami, a bródce wąskiej i raczej długiej. Przedplecze o krawędzi nasadowej z pełnymi, delikatnymi rzędami przykrawędziowymi. Część piersiowa tułowia pokryta raczej długimi i miękkimi włoskami. Przedpiersie oraz śródpiersie nie posiadają wyrostków. Golenie odnóży przednich z dwoma zębami na stronie zewnętrznej i bez ostrogi końcowej, zaś te odnóży środkowych i tylnych mogą taką ostrogę posiadać lub nie.

## Rozprzestrzenienie
Rodzaj orientalny, południowoazjatycki, endemiczny dla Indii. Oba gatunki znane są wyłącznie z lokalizacji w rejonie gór Nilgiri.